# كاميلا دافالوس
كاميلا دافالوس (بالإسبانية: Camila Dávalos)‏ هي عارضة أزياء كولومبية، من مواليد 8 سبتمبر 1988 بمدينة ليكسينغتون بولاية كنتاكي الأمريكية، بدأت مشوارها المهني سنة 2011. وهي الأخت التوأم لماريانا دافالوس.

## الحياة المهنية

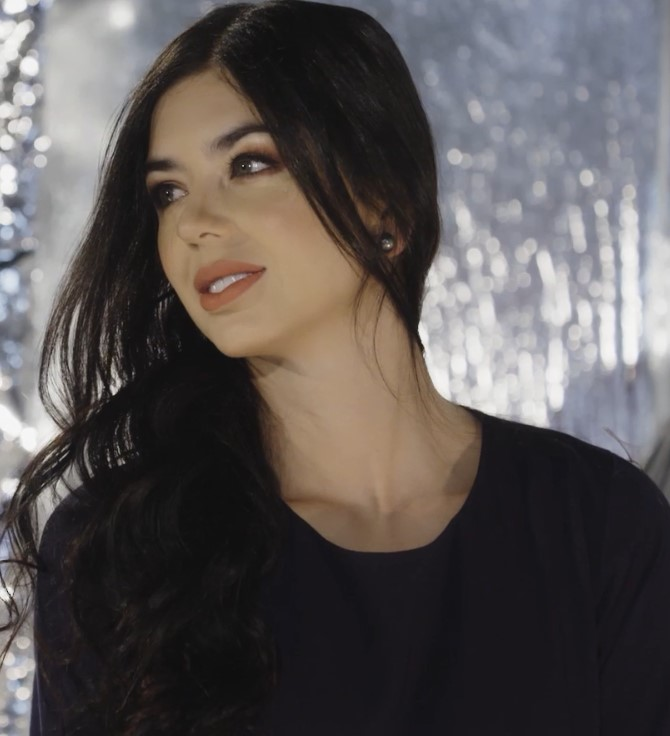
كاميلا دافالوس، في عام 2018.

وُلدت كاميلا دافالوس وأختها التوأم ماريانا يوم الثامن من سبتمبر 1988 في ولاية كنتاكي بالولايات المتحدة الأمريكية، لأبوين مهاجرين هما: الإكوادوري غونزالو دافالوس والكولومبية روثي يوريا. عندما كانت لا تزال طفلة صغيرة انتقلت كاميلا للعيش مع والديهما وتوأمها في مدينة ميديلين بكولومبيا، وهناك نشأت. حصلت على شهادة في إدارة الأعمال من معهد مونتيري للتكنولوجيا والتعليم العالي (ITESM)، ودرست في جامعة سانت أندروز.
بدأت حياتها المهنية في عرض الأزياء في سن العاشرة، وفي سنة 2009 حققت كاميلا وأختها التوأم ماريانا دافالوس شهرة كبيرة في وطنهما عندما أصبحتا وجهين إشهاريين لعلامة الملابس الداخلية المعروفة «بيسامي» (Besame). في العام التالي 2010 كانتا من العارضات المختارات في التقويم السنوي لبيسامي. منذ سنة 2011 أصبحت كاميلا وماريانا تظهران في إعلانات للعلامة التجارية Scribe، وظهرتا على غلاف المجلات الموجهة للرجال الشهيرة في كولومبيا، مثل سوهو. منذ ذلك الحين ظهرت كاميلا وماريانا بانتظام أمام الكاميرا في جلسات التصوير على أنهما توأمان، وهذا لم يمنع إحداهما من قبول عروض فردية، كما فعلت ماريانا حين ظهرت في جلسة تصوير لمجلة ماكسيم النسخة المكسيكية لعدد مارس 2011.
وبالنظر إلى شعبيتهما المتزايدة بسرعة في أمريكا اللاتينية في تلك الفترة، ظهر التوأمان دافالوس أمام كاميرات التلفزيون في كولومبيا، على سبيل المثال في: SoHo TV، وMi Gente TV. كما استضيفتا في البرنامج التلفزيوني Rumbas de la Ciudad.

## حياتها الشخصية
تزوجت كاميلا من «دافيد سالاثار»، ورزقت منه بولدين أسمياهما: صامويل وغاليليا. وبينما تواصل ماريانا العيش في ميديلين، تعيش كاميلا في ميامي.